# (9045) 1991 PG15
A (9045) 1991 PG15 a Naprendszer kisbolygóövében található aszteroida. Henry E. Holt fedezte fel 1991. augusztus 7-én.